# Österrike i olympiska sommarspelen 1924
Österrike deltog med 49 deltagare vid de olympiska sommarspelen 1924 i Paris. Totalt vann de tre silvermedaljer och en bronsmedalj.

## Medaljer

### Silver
- Franz Aigner - Tyngdlyftning.
- Anton Zwerina - Tyngdlyftning.
- Andreas Stadler - Tyngdlyftning.

### Brons
- Leopold Friedrich - Tyngdlyftning.